# Ralf Alleweldt
Ralf Alleweldt (* 1960) ist ein deutscher Rechtswissenschaftler.

## Leben
1988 legte die erste juristische Staatsprüfung in Passau ab. 1991 legte er die zweite juristische Staatsprüfung in Wiesbaden ab. 1992 erwarb er den Master of Legal Studies in Comparative, European and International Law (LL.M.) am European University Institute. Von 1989 bis 1993 war er angestellter Jurist in einer Rechtsanwaltskanzlei in Wiesbaden. Arbeitsfeld: Öffentliches Recht, insbesondere Ausländer- und Asylrecht. Nach der Promotion 1995 zum Dr. iur. an der Universität Heidelberg hält er seit 1997 Vorträge, Seminare und Workshops zum Internationalen Menschenrechtsschutz und zum Flüchtlingsrecht, insbesondere bei Trainings-Seminaren des Europarates und anderer Organisationen in Armenien, Estland, Georgien, Kosovo, Lettland, der Tschechischen Republik, Ungarn. Von 1993 bis 2005 war er wissenschaftlicher Mitarbeiter/wissenschaftlicher Assistent an der Europa-Universität Viadrina, Lehrstuhl für Öffentliches Recht, insbesondere Völkerrecht, Europarecht und ausländisches Verfassungsrecht. Von 1998 bis 2000 war er Dozent für öffentliches Recht an der Verwaltungs- und Wirtschaftsakademie Ostbrandenburg. 2001 war er Gutachter für die Unabhängige Kommission „Zuwanderung“ über Möglichkeiten zur Beschleunigung des Asylverfahrens. Nach der Habilitation 2005 durch die Juristische Fakultät in Frankfurt an der Oder. Erteilung der Lehrbefähigung für Öffentliches Recht und Völkerrecht lehrt er seit 2005 als Privatdozent an der Europa-Universität Viadrina. Von 2005 bis 2006 lehrte er als Professor of European Law, Comparative Constitutional Law and Human Rights Law an der Yeditepe Üniversitesi. 2006 war er Dozent für Völkerrecht an der Marmara-Universität. Seit 2006 ist er freiberuflicher Berater in den Bereichen Menschenrechte, Migration, Justizreform, Reform der juristischen Ausbildung, Europarecht und Europäische Studien. Experte in Projekten für die Europäische Union, den Europarat und andere Organisationen. Langzeitprojekte in Armenien und in der Ukraine. Kurzzeiteinsätze in verschiedenen osteuropäischen Staaten und in Westafrika. Von 2007 bis 2012 war er International Scholar (Resource Fellow) im Academic Fellowship Program des Open Society Institute, Budapest. Beratung und Fortbildung von Dozenten osteuropäischer Universitäten bei der Modernisierung der Lehre und der Reform des Curriculums. 2008 vertrat er den Lehrstuhl in Konstanz (Öffentliches Recht, Europarecht). Von 2009 bis 2011 vertrat er den Lehrstuhl in Potsdam (Öffentliches Recht, Völker- und Europarecht). Von 2011 bis 2012 vertrat er den Lehrstuhl in München (Öffentliches Recht). Seit 2011 ist er Gastdozent für Völkerrecht an der Universität Eichstätt-Ingolstadt. 2011/12 Inhaber der Otto-von-Freising-Gastprofessur. Seit 2012 ist er Professor für Staats-, Verfassungs- und Europarecht an der Hochschule der Polizei des Landes Brandenburg.
Seine Forschungs- und Arbeitsinteressen sind internationaler Menschenrechtsschutz, Bekämpfung und Verhütung von Folter, Flüchtlingsrecht und Verfassungsgerichtsbarkeit.

## Schriften (Auswahl)
- Schutz vor Abschiebung bei drohender Folter oder unmenschlicher oder erniedrigender Behandlung oder Strafe. Refoulement-Verbote im Völkerrecht und im deutschen Recht unter besonderer Berücksichtigung von Artikel 3 der Europäischen Menschenrechtskonvention und Artikel 1 des Grundgesetzes. Berlin 1996, ISBN 3-540-61060-X.
- Möglichkeiten der Beschleunigung des Asylverfahrens. Gutachten für die Unabhängige Kommission „Zuwanderung“. Münster 2002, ISBN 3-8258-5795-6.
- Bundesverfassungsgericht und Fachgerichtsbarkeit. Tübingen 2006, ISBN 3-16-149000-2.
- als Herausgeber mit Guido Fickenscher: The police and international human rights law. Cham 2018, ISBN 3-319-71338-8.